# Pelmatellus
Pelmatellus is een geslacht van kevers uit de familie van de loopkevers (Carabidae). De wetenschappelijke naam van het geslacht is voor het eerst geldig gepubliceerd in 1882 door Bates.

## Soorten
Het geslacht Pelmatellus omvat de volgende soorten:
- Pelmatellus andium Bates, 1891
- Pelmatellus balli Goulet, 1974
- Pelmatellus brachyptera Goulet, 1974
- Pelmatellus caerulescens Moret, 2005
- Pelmatellus columbiana (Reiche, 1843)
- Pelmatellus cuencana Moret, 2001
- Pelmatellus cyanescens Bates, 1882
- Pelmatellus cycnus Moret, 2001
- Pelmatellus espeletiarum Moret, 2001
- Pelmatellus gracilis Moret, 2001
- Pelmatellus inca Moret, 2001
- Pelmatellus infuscata Goulet, 1974
- Pelmatellus laticlavia Moret, 2001
- Pelmatellus leucopus (Bates, 1882)
- Pelmatellus lojana Moret, 2001
- Pelmatellus martinezi Moret, 2001
- Pelmatellus nigrita (Motschulsky, 1866)
- Pelmatellus nitescens Bates, 1882
- Pelmatellus nubicola Goulet, 1974
- Pelmatellus obesa Moret, 2001
- Pelmatellus obtusa Bates, 1882
- Pelmatellus polylepis Moret, 2001
- Pelmatellus rotundicollis Goulet, 1974
- Pelmatellus stenolophoides Bates, 1882
- Pelmatellus variipes Bates, 1891
- Pelmatellus vexator Bates, 1882